# Ruténtelep község
Ruténtelep község (románul: Comuna Copăcele) község Krassó-Szörény megyében, Romániában. Központja Ruténtelep, beosztott falvai Mutnokszabadja, Rugyinóc, Zoltánfalva.

## Népessége
A 2011-es népszámlálás adatai alapján a község népessége 1111 fő volt.